# ギープ
ギープ（geep、sheep–goat chimera）は、 ヤギとヒツジの受精卵を混ぜ合わせて人工的に造られたキメラ。あるいは混合種。
名称の由来は、goat（山羊） + sheep（羊）。

## 概要
1984年に、イギリスのケンブリッジ家畜研究所で誕生したのが初。

## 交雑種として
自然交配によるギープの誕生例がいくつか報告されている。
2008年には、ドイツ北部ルール地方の農場で、オス山羊×メス羊の自然交雑によって、ギープが誕生したとの報道がある。
2014年には、アイルランドの牧場で、オス山羊とメス羊の自然交雑によって、ギープが誕生した。
2017年5月5日には、日本のワールド牧場にて、オス羊とメス山羊の自然交雑によって、ギープが誕生した。いであ株式会社食品分析センターによる遺伝子検査の結果、この個体からは、ヤギの遺伝子とヒツジの遺伝子の双方が検出されている。